# Championnats du monde d'escalade 2012
Navigation
Édition précédente Édition suivante

Les championnats du monde d'escalade de 2012 sont la 12e édition des championnats du monde d'escalade. Ils ont eu lieu au Palais omnisports de Paris-Bercy du 12 au 16 septembre 2012, et ont été organisés par la FFME.
512 athlètes (dont 62 en Handisport) de 56 nations et 16 000 spectateurs y ont participé. Les trois disciplines représentées sont : bloc, difficulté et vitesse. L'escalade handisport est également présente pour la seconde fois dans un championnat du monde, après celui de Arco en 2011.
Paris a été retenue comme ville organisatrice par la Fédération internationale d'escalade (ou en anglais IFSC, International Federation of Sport Climbing) lors de l'Assemblée générale en février 2011.
Cela fait suite à l'organisation des Championnats d’Europe en 2008 qui fut un succès au niveau de l'organisation.
Ce choix fut également motivé par la reconnaissance officielle de ce sport par le Comité international olympique.
Ce championnat fait également écho aux IVe Championnats du monde qui se sont tenus au Zénith de Paris en 1997.

## Organisation

### Logo
La FFME a diffusé le logo de l'évènement le 28 septembre 2011. Celui-ci représente une grimpeuse de bloc, faisant un pied-main et ayant une prise de main sur une partie du globe terrestre. Ce logo tranche avec des logos récents et dynamiques en utilisant beaucoup de mots, notamment en lettres capitales ; il est conçu avec un style graphique et des couleurs plutôt anciens, ce qui pourrait rappeler les logos liés aux premiers évènements d'escalade.

### Promotion
Afin de favoriser, la promotion de l'évènement, en début d'année 2012 la FFME invite les 3 premiers grimpeurs de chaque Championnat régional dans la catégorie Jeune (soit Minime, Cadet et Junior) en leur offrant des places.
La FFME assure également offrir des places notamment en suivant leur actualité sur Facebook. Afin de continuer à favoriser l'achat de billets, à partir d'avril, elle offre un billet à la 2 000e, à la 3 000e et à la 4 000e personne à acheter un billet.
Pour la promotion, sur la boutique officielle de la FFME, il est mis en vente des tee-shirts avec le logo des championnats .

### Accès
Comme cela était le cas lors des Championnats d'Europe en 2008, la FFME a mis en place une billetterie afin de vendre les places pour accéder à l'évènement. Seules les journées de samedi et dimanche sont ouvertes au public tandis que les trois premiers jours dédiés aux qualifications se déroulent à guichet fermé.

#### Tarifs
Des tarifs préférentiels sont appliqués pour les groupes à partir de 8 personnes (22 € au lieu de 32 €) et au-delà de 30 personnes (20 €) ou les titulaires d'une licence FFME (26 €). Il est également possible d'acquérir un pass pour les 2 jours consécutifs dont le prix varie entre 30 € et 55 €.
La FFME a fermé la billetterie à tarifs préférentiels le 31 août, soit 12 jours avant le début de l'évènement.

#### Covoiturage
Dans un souci de protection de l’environnement et de développement durable, la FFME suggère d'utiliser le covoiturage pour se déplacer aux Championnats. Pour cela ils mettent en place une fiche de l'évènement sur le site Covoiturage.fr

### Programme
Les deux premiers jours sont dédiés uniquement aux qualifications pour la difficulté et le bloc. Le vendredi, troisième jour, est consacré à tous les types d'épreuves et à tous niveau de finale (qualifications, demi-finale et finale). 
Le samedi et le dimanche se déroulent uniquement les finales et demi-finales. Ces deux derniers jours sont ouverts au public.

### Structure d'escalade

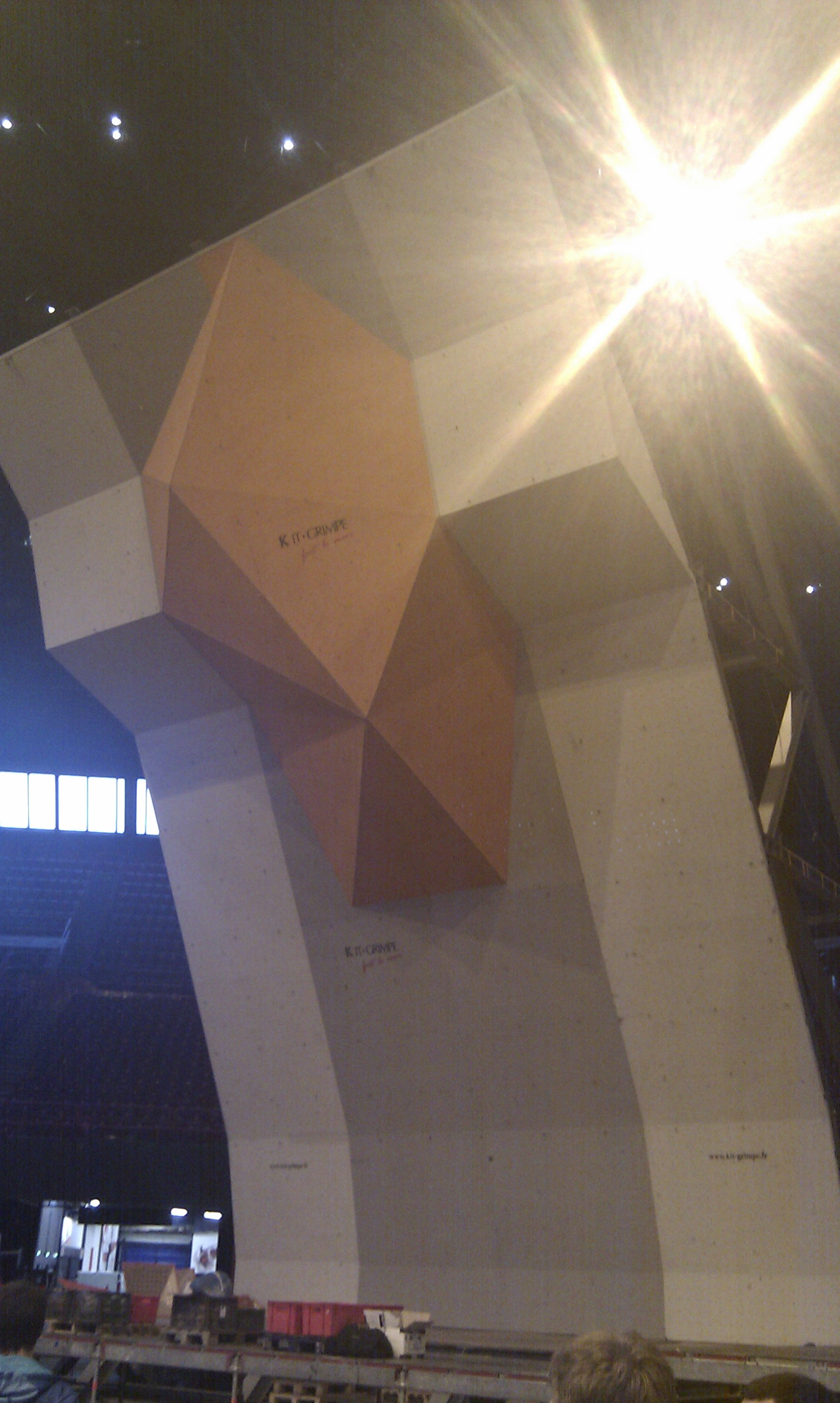
Mur de difficulté vierge avant la compétition

Les voies de difficultés et de bloc dont la préparation de l'emplacement et de l'organisation des prises sur le mur constitue l'ouverture. Cette préparation est présidée par Jamie Cassidy qui est le chef ouvreur.
Le mur de difficulté est développé par Kit Grimpe et est le même que celui utilisé lors l'étape de coupe du monde à Chamonix en juillet. Il est symétrique, déversant avec une importante partie concave en son centre constitué d'un relief en diamant. Le mur de vitesse est également développé par Kit Grimpe. Les deux structures de bloc sont réalisées par EntrePrise.

## Classement

### Sélection

#### Critères pour la vitesse
Pour pouvoir représenter de l'équipe de France lors du championnat d'escalade vitesse il existe deux moyens déterminés par rapport à la position d'un compétiteur : 
- Celui-ci doit terminer dans les quatre premiers lors d’une étape de Coupe du Monde de vitesse en 2012.
- Ou bien il termine dans les douze premiers d’une de ces mêmes étapes et réalise un temps lors de qualifications (sur la voie officielle de 15 m) : 
  - Femmes : 10,3 s,
  - Hommes : 7,5 s[FFME 6].

Un maximum de 5 compétiteurs français peut être alors sélectionné pour l'épreuve de vitesse durant le Championnat du monde de Bercy.

#### Constitution de l'équipe de France
Par les résultats et / ou une sélection par le Directeur Technique National Pierre-Henri Paillasson, une équipe de France est constituée pour chacune des catégories.

##### Équipe difficulté
- Homme[FFME 7] : Manuel Romain, Romain Desgranges, Thomas Ballet, Thomas Joannes.
- Femme : Julia Chanourdie, Charlotte Durif, Hélène Janicot, Laura Michelard, Julia Serrière.

##### Équipe bloc

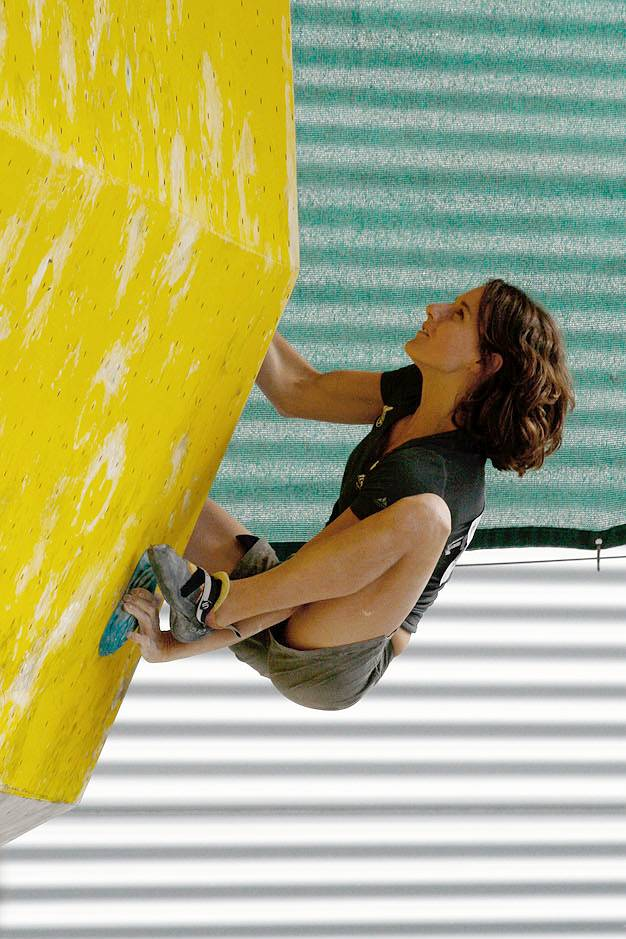
Mélissa Le Nevé - membre de l'équipe de France de bloc

- Homme[FFME 8] : Guillaume Glairon Mondet, Thomas Caleyron, Jérémie Bonder.
- Femme : Mélissa Le Nevé, Mélanie Sandoz, Cécile Avezou.

##### Équipe vitesse
- Homme[FFME 9] : Bassa Mawem, Guillaume Moro, Yoann Le Couster.
- Femme : Margot Heitz, Anouck Jaubert, Esther Bruckner.

##### Équipe Handisport
- Homme[FFME 10] : 
  - Catégorie déficient visuel : Arvin Vadoud, Nicolas Moineau
  - Catégorie déficient physique et neurologique : Philippe Ribiere, Noel Colin, Jean Cheminade, Mathieu Besnard, Louis Gabriel Perez
  - Catégorie amputé jambe : Yves Le Bissonnais
- Femme : 
  - Catégorie déficient visuel : Roxane Heili

### Résultats

#### Podiums
,

##### Hommes
| Épreuves   | Or                   | Argent            | Bronze          |
| ---------- | -------------------- | ----------------- | --------------- |
| Difficulté | Jakob Schubert       | Sean McColl       | Adam Ondra      |
| Bloc       | Dmitry Sharafutdinov | Kilian Fischhuber | Rustam Gelmanov |
| Vitesse    | Qixin Zhong          | Libor Hroza       | Dmitry Timofeev |
| Combiné    | Sean McColl          | Thomas Tauporn    | Cédric Lachat   |

##### Femmes
| Épreuves   | Or                | Argent         | Bronze         |
| ---------- | ----------------- | -------------- | -------------- |
| Difficulté | Angela Eiter      | Jain Kim       | Johanna Ernst  |
| Bloc       | Mélanie Sandoz    | Olga Iakovleva | Anna Stöhr     |
| Vitesse    | Levochkina Yuliya | Iuliia Kaplina | Natalia Titova |
| Combiné    | Jain Kim          | Cécile Avezou  | Petra Klingler |

##### Handisport
| Épreuves                                               | Or                       | Argent                  | Bronze               |
| ------------------------------------------------------ | ------------------------ | ----------------------- | -------------------- |
| Handisport Hommes - déficient visuel B1                | Nicolas Moineau          | Kenji Iwamoto           | Matteo Stefani       |
| Handisport Hommes - déficient visuel B2                | Sho Aita                 | Koichiro Kobayashi      | Simone Salvagnin     |
| Handisport Hommes - amputé d'une jambe                 | Urko Carmona Barandiaran | Mineo Ono               | Craig Demartino      |
| Handisport Hommes - déficient physique et neurologique | Manikanadan Kumar        | Raphael Nishimura       | Mathieu Besnard      |
| Handisport Femmes - déficient visuel                   | Dilyara Rakhmankulova    | Silvia Parente          | Giulia Poggioli      |
| Handisport Femmes - déficient physique                 | France Brown             | Silvia Giacobbo Dal Prà | Valentyna Kurshakova |

#### Tableau des médailles
Extrait du tableau des médailles pour les pays ayant cumulé au moins 2 médailles sur l'ensemble des disciplines représentées.
| Rang  | Nation       | Or | Argent | Bronze | Total |
| ----- | ------------ | -- | ------ | ------ | ----- |
| 1     | Russie       | 3  | 2      | 3      | 8     |
| 2     | Autriche     | 2  | 1      | 2      | 5     |
| 3     | France       | 2  | 1      | 1      | 4     |
| 4     | Japon        | 1  | 3      | 0      | 4     |
| 5     | Canada       | 1  | 1      | 0      | 2     |
| 5     | Corée du Sud | 1  | 1      | 0      | 2     |
| 7     | Italie       | 0  | 2      | 3      | 5     |
| 8     | Tchéquie     | 0  | 1      | 1      | 2     |
| 9     | Suisse       | 0  | 0      | 2      | 2     |
| TOTAL | TOTAL        | 12 | 13     | 14     | 39    |

#### Sur le site officiel
1. ↑  « World Climbing - Éditoriaux IFSC et FFME »(Archive.org • Wikiwix • Archive.is • Google • Que faire ?), sur [worldclimbing2012.com] (consulté le 16 février 2012).
2. ↑  « World Climbing - Annonce du concours pour gagner une place lors de la l'achat de la 4000e »(Archive.org • Wikiwix • Archive.is • Google • Que faire ?) (consulté le 1er septembre 2012).
3. ↑  « World Climbing - Annonce de la fermeture de la billetterie »(Archive.org • Wikiwix • Archive.is • Google • Que faire ?), sur [worldclimbing2012.com] (consulté le 1er septembre 2012).
4. ↑  « World Climbing - Programme prévisionnel »(Archive.org • Wikiwix • Archive.is • Google • Que faire ?), sur [worldclimbing2012.com] (consulté le 16 février 2012).

#### Sur le site de la FFME
1. ↑  « FFME - Article présentant le logo »(Archive.org • Wikiwix • Archive.is • Google • Que faire ?).
2. ↑  « FFME - Vie Fédérale - Opération spéciale Bercy 2012 »(Archive.org • Wikiwix • Archive.is • Google • Que faire ?), sur [www.ffme.fr], 9 janvier 2012 (consulté le 10 janvier 2012).
3. ↑  « FFME - Annonce du concours pour gagner une place lors de la l'achat de la 2000e »(Archive.org • Wikiwix • Archive.is • Google • Que faire ?), 18 avril 2012 (consulté le 18 avril 2012).
4. ↑  « FFME - Fiche produit du tee-shirt édité pour promouvoir le championnat »(Archive.org • Wikiwix • Archive.is • Google • Que faire ?) (consulté le 1er septembre 2012).
5. ↑  « FFME - Annonce du Sélectif de Fontainebleau pour l'équipe de France de Bloc »(Archive.org • Wikiwix • Archive.is • Google • Que faire ?), 2 février 2012 (consulté le 28 février 2012).
6. ↑  « FFME - Critères de sélection pour les épreuves de vitesse »(Archive.org • Wikiwix • Archive.is • Google • Que faire ?).
7. ↑  [PDF]Pierre-Henri Paillasson, « FFME - Sélection officielle équipe difficulté »(Archive.org • Wikiwix • Archive.is • Google • Que faire ?), sur ffme.fr, 5 septembre 2012 (consulté le 11 septembre 2012).
8. ↑  [PDF]Pierre-Henri Paillasson, « FFME - Sélection officielle équipe bloc »(Archive.org • Wikiwix • Archive.is • Google • Que faire ?), sur ffme.fr, 28 août 2012 (consulté le 1er septembre 2012).
9. ↑  [PDF]Pierre-Henri Paillasson, « FFME - Sélection officielle équipe vitesse »(Archive.org • Wikiwix • Archive.is • Google • Que faire ?), sur ffme.fr, 28 août 2012 (consulté le 1er septembre 2012).
10. ↑  [PDF]Pierre-Henri Paillasson, « FFME - Sélection officielle équipe handisport »(Archive.org • Wikiwix • Archive.is • Google • Que faire ?), sur ffme.fr, 28 août 2012 (consulté le 1er septembre 2012).
11. ↑  « FFME - Résultats 15/09/2012 »(Archive.org • Wikiwix • Archive.is • Google • Que faire ?).
12. ↑  « FFME - Résultats 16/09/2012 »(Archive.org • Wikiwix • Archive.is • Google • Que faire ?).
13. ↑  « FFME - Mélanie Sandoz »(Archive.org • Wikiwix • Archive.is • Google • Que faire ?).

#### Sur le site de la Fédération Internationale d'Escalade
1. ↑  « IFSC - Résultats Hommes Difficulté ».
2. ↑  « IFSC - Résultats Hommes Bloc ».
3. ↑  « IFSC - Résultats Hommes Vitesse ».
4. ↑  « IFSC - Résultats Femmes Difficulté ».
5. ↑  « IFSC - Résultats Femmes Bloc ».
6. ↑  « IFSC - Résultats Femmes Vitesse ».
7. ↑  « IFSC - Résultats Paraclimbing » (consulté le 17 septembre 2012).

#### Sur d'autres sites
1. ↑  « Article de la voix du Nord relatant en autre le nombre de spectateurs », 16 septembre 2012 (consulté le 17 septembre 2012).
2. ↑  « Résumé de l'assemblée générale »(Archive.org • Wikiwix • Archive.is • Google • Que faire ?).
3. ↑  « Article sur la compétition ».
4. ↑  « World Climbing - Annonce du concours pour gagner une place lors de la l'achat de la 3000e »(Archive.org • Wikiwix • Archive.is • Google • Que faire ?) (consulté le 1er septembre 2012).
5. ↑  « Fiche des Championnats sur le site de covoiturage », sur agenda.covoiturage.fr (consulté le 3 mai 2012).
6. 1 2  « Annonce du type de mur utilisé a Chamonix et Bercy »(Archive.org • Wikiwix • Archive.is • Google • Que faire ?), sur kairn.com, 26 juin 2012 (consulté le 28 juin 2012).
7. ↑  Mathilde Becerra, « Description de l'étape de Chamonix et du mur », 16 juillet 2012 (consulté le 1er septembre 2012).